# Consiglio di Rumo
Consiglio di Rumo – miejscowość i gmina we Włoszech, w regionie Lombardia, w prowincji Como.
Według danych na rok 2004 gminę zamieszkiwało 1175 osób, 73,4 os./km².
W 2011 r. gmina została zlikwidowana i przyłączona do gminy Gravedona.